# Josef Holcman (spisovatel)
Josef Holcman (6. března 1952 Kyjov) je český spisovatel, divadelník a právník. Žije ve Zlíně a pracuje jako soudce. Je vnukem poslance Josefa Holcmana.

## Život
Vystudoval práva v Brně, působil u okresního soudu v Hodoníně, roku 1978 byl přeložen do tehdejšího Gottwaldova. Byl hercem a vedoucím Malé scény Městského divadla Zlín. Ve své literární tvorbě se inspiruje dětstvím a mládím prožitým ve slovácké obci Skoronice a zdejšími lidovými tradicemi, sám se aktivně účastní místní Jízdy králů. Ve sbírce povídek Cena facky popisuje osudy obětí kolektivizace v Československu, dramatizaci knihy uvedlo Slovácké divadlo. Fejetony a vzpomínky publikoval v časopisech Literární noviny, Mladá fronta DNES, Psí víno, divadelník a právník Malovaný kraj a dalších.